# ورانیچ
ورانیچ (به صربی: Vranić) یک منطقهٔ مسکونی در صربستان است. ورانیچ ۲۶٫۵۸ کیلومتر مربع مساحت و ۴٬۲۳۳ نفر جمعیت دارد.